# (Reach Up for The) Sunrise
(Reach Up for The) Sunrise är en låt av den brittiska gruppen Duran Duran utgiven i september 2004 som den första singeln från albumet Astronaut. Det var den första singeln sedan A View to A Kill från 1985 där alla originalmedlemmarna från gruppens storhetstid på 1980-talet medverkade.
Singeln blev en stor framgång och gruppens största hit på många år. Den nådde 5:e plats på brittiska singellistan och blev 1:a på Billboards Hot Dance Club Play-lista i december 2004. Den blev även en topp 10-hit i flera andra länder, bland annat 2:a i Italien.

## Utgåvor
CD: Epic / 675353 1 (UK)
1. "(Reach Up for The) Sunrise" - 3:24
2. "(Reach Up for The) Sunrise (Alex G Cosmic Mix)" - 5:44

CD: Epic / 675353 2 (UK)
1. "(Reach Up for The) Sunrise" - 3:24
2. "(Reach Up for The) Sunrise (Jason Nevins Radio Mix)" - 4:15
3. "(Reach Up for The) Sunrise (Ferry Corsten Dub Mix)" - 7:25
4. "Know It All" - 2:30
5. "(Reach Up for The) Sunrise" [Video] - 3:24

CD: Epic / 675273 2 (Australien)
1. "(Reach Up for The) Sunrise" - 3:24
2. "(Reach Up for The) Sunrise (Alex G Cosmic Mix)" - 5:44
3. "(Reach Up for The) Sunrise (Ferry Corsten Dub Mix)" - 7:25
4. "(Reach Up for The) Sunrise (Peter Presta NY Tribal Mix)" - 5:55
5. "Know It All" - 2:30

CD: Epic / 34K 71976 (USA)
1. "(Reach Up for The) Sunrise" - 3:24
2. "Know It All" - 2:30

3"CD: Epic / 6752733 (Tyskland)
1. "(Reach Up for The) Sunrise" - 3:24
2. "(Reach Up for The) Sunrise (Peter Presta NY Tribal Mix)" - 5:55

CD: Epic / ESK 56921 (USA)
1. "(Reach Up for The) Sunrise" - 3:24

CD: Epic / DEP 835 DJ promo (Argentina)
1. "(Reach Up for The) Sunrise (Ferry Corsten Dub Mix)" - 7:25
2. "(Reach Up for The) Sunrise (Peter Presta Apple Jaxx Mix)" - 6:15
3. "(Reach Up for The) Sunrise (Peter Presta NY Tribal Mix)" - 5:55
4. "(Reach Up for The) Sunrise (Alex G Cosmic Mix)" - 5:44
5. "(Reach Up for The) Sunrise (Jason Nevins Radio Mix)" - 4:15
6. "(Reach Up for The) Sunrise (Jason Nevins Club Mix)" - 7:10
7. "Know It All" - 2:30

CD: Epic / DJ promo (USA)
1. "(Reach Up for The) Sunrise (Jason Nevins Club Mix)"
2. "(Reach Up for The) Sunrise (Ferry Corsten Dub Mix)"
3. "(Reach Up for The) Sunrise (Peter Presta Apple Jaxx Mix)"
4. "(Reach Up for The) Sunrise (Peter Presta NY Tribal Mix)"